# من نحن؟ تحديات الهوية القومية الأميركية
من نحن؟ تحديات الهوية القومية الأميركية  هو كتاب من تأليف صامويل هنتجتون صدر عام عام 2004.

## نبذة
فند فيه فرضية أن الولايات المتحدة «بلد من المهاجرين» مجادلاً بأن مؤسسي الولايات المتحدة لم يكونوا «مهاجرين» بل مستوطنين، لإن الإنجليز قدموا إلى أميركا بهدف تأسيس مجتمع جديد لا محاولة الاندماج في مجتمع قائم. الآخرين الذين قدموا للعيش في المستوطنات التي أسسها هولاء الأوائل كانوا مهاجرين بالفعل ولكن الولايات المتحدة ليست «بلدا من المهاجرين». ويضيف متسائلاً، ما لو كان الفرنسيون أو الإسبان أو البرتغاليون الكاثوليك أول من أستوطن ما أصبح يعرف بالولايات المتحدة كانت ستكون دولة مثل البرازيل أو المكسيك أو كمقاطعة كيوبيك في كندا، ولكنها أستوطنت من قبل البروتستانت الإنجليز، وهو السبب الذي يجعل الولايات المتحدة ماهي عليه اليوم وليست البرازيل أو المكسيك.
يشير هنتغتون إلى العقيدة الأميركية ويحددها بأنها جوهر الهوية الأميركية، وحدد مبادئها بأنها تجسيد لقيم الحرية، المساواة، الفردية، الحكومة التمثيلية، والملكية الخاصة. من بين كافة الدول الأوروبية والمستعمرات، كانت الولايات المتحدة الوحيدة التي طورت هذه العقيدة القائمة على أساس الإصلاح البروتستانتي وهو ما يعني أن الولايات المتحدة كانت مستعمرة إنجليزية، لإن المؤسسات السياسية والقانونية للمستوطنين والتي تم إنشاؤها في القرنين السابع والثامن عشر، اقتبست كثيراً من مؤسسات وممارسات أواخر القرن السادس والسابع عشر في إنجلترا. يشدد هنتغتون على الأثر البروتستانتي على الهوية الأميركية، ويضيف بأن تركيز البروتستانت على ضمير الفرد ومسؤولية الأفراد لمعرفة حقيقة الرب مباشرة من الإنجيل، هو ماعزز قيم الفردية والمساواة والحق في إختيار الدين وحرية الرأي في الولايات المتحدة، وولدت العداء الأميركي للتسلسلات الهرمية وعززت الاعتقاد أن هذه ممارسات ديمقراطية ينبغي أن تمارس على مستوى الحكومات.
جادل هنتغتون بأن العقيدة الأميركية تتعرض للتهديد منذ ستينيات القرن العشرين بظهور حركات الحقوق المدنية وعولمة الاقتصاد، وقرب نهاية الحرب الباردة قلل من أهمية القومية الأميركية. كان هنتغتون معارضا لنظام الكوتا أو المحاصصة في الوظائف والقبول في الجامعات لمجرد أن أحدهم ينتمي لأقلية إثنية، لإن التشريعات الأميركية تنص على التوظيف بناءً على الكفاءة والقدرات وليس العرق أو الدين. كما ركز في جزء من كبير من كتابه على الهجرة اللاتينية والمكسيكية تحديداً وأثرها على الولايات المتحدة، يقول هنتغتون أن المهاجرين السابقين والقادمين من خلفيات غير أنجلو سكسونية كانوا يتعلمون اللغة الإنجليزية، تغير هذا مع تشريعات الحقوق المدنية في الستينات التي منعت التمييز بناءً على الأصل القومي، إذ تم تفسير هذا القانون بأنه يجيز لمن لا يجيد الحديث بالإنجليزية أن يصوت في الانتخابات، وتم تعديل قوانين لمساعدة أبناء المهاجرين الذين لا يتحدثون الإنجليزية ليتقدموا في النظام التعليمي الأميركي، يجادل هنتغتون بأن هذه سياسات عرقلت اندماج المهاجرين في المجتمع الأميركي وزادتهم ارتباطا بثقافاتهم الأصلية وتحولت إلى أداة لابراز الفخر القومي لهم.
كما تحدث هنتغتون عن «أسبنة» (من إسبانيا) مناطق في الولايات المتحدة وبالذات في المناطق الجنوبية الغربية، بسبب الهجرة من المكسيك، لإن معدلاتها أعلى بكثير من هجرة الألمان والآيرلنديين عبر التاريخ الأميركي. المكسيكيون يختلفون عن الألمان والآيرلنديين وغيرهم، لإنهم يشددون على أبنائهم المولودين في الولايات المتحدة الحديث بالإسبانية. ويشدد على الإرث الكاثوليكي لهم وخلافه مع الثقافة الأنجلو بروتستانتية، حيث الثقافة الهسبانية الكاثوليكية تتميز بـ«عدم الثقة بالناس خارج الأسرة؛ عدم المبادرة والاعتماد على الذات، يجعلون أولوية منخفضة للتعليم، ويقبلون بالفقر كفضيلة ضرورية لدخول الجنة»، وفقا لهنتغتون. خلاصة الكتاب هي أن الولايات المتحدة وجدت على أسس التنوير والإصلاح البروتستانتي وعلى الأميركيين إستيعاب هذه الحقيقة التي تميزها عن باقي دول العالم، وعلى المهاجرين الحديث بالإنجليزية وتعريف أنفسهم وفق هذه الثقافة لأميركية عوضاً عن مواطنهم الأصلية.

## النقد
واجه هننجتون اتهامات بزينوفوبيا واللجوء لنفس وسائل الفاشيست بالتخويف من «الآخر»، وأُتهم بالعنصرية والشوفينية، والترويج للأصولية البيضاء. وهناك من يرى أن مثل هذه الاتهامات التي رفضها هنتغتون، تتعمد تجاهل جداله وتزيد من شعبيته. مثل أميتاي إتزيوني، عالم اجتماع إسرائيلي، انتقد الكتاب وقال أن وصف هننجتون بالعنصري والشوفيني والأصولي والزينوفوبي، لا يوفر رداً عملياً على الأطروحات التي يقدمها. مضيفاً بأن هذا الكتاب هو من بين عدد قليل من المؤلفات التي تبدو وكأنها أعمال علمية ظاهرياً ولكنها تشجع نوعاً من التحيز العنصري بشكل أو بآخر. لا ينبغي تجاهلها لأن صامويل هنتجتون لم يكن مجرد أستاذ جامعي عادي، أسس مجلة فورين بوليسي وكان محللاً سياسياً ومرتبط بشبكات صناعة القرار الأميركي والأمن القومي، أطروحاته وبرغم إثارتها للجدل كانت تلقى صدى واسعاً. ويفسر إتزيوني ذلك بأن موقع هنتجتون يمنح مثل هذه الكتب رخصة للتعبير بصمت عن العنصرية والأحكام المسبقة بالادعاء أنها تستند على أساس من البحث العلمي، فمناقشة أطروحة هنتجتون تغدوا أمراً ضرورياً وفقاً لإتزيوني.
آلان وولف، عالم سياسة واجتماع بكلية بوسطن، يشير إلى تحديد هننغتون لأربع «عواصف عاطفية» في التاريخ الأميركي وهي الثورة الأميركية، عصور الجاكسونية، التقدمية، وستينيات القرن العشرين. يقول هننجتون أن هذه الفترات شهدت صعود توقعات غير واقعية للكمال الأخلاقي من المواطنين الأميركيين وهو ما منع قادتهم من اتخاذ القرارات الصحيحة. يضيف أن هننجتون محق عندما يقول أن موجات الهجرة بعد عام 1965 من المكسيك مختلفة عن الموجات السابقة، فالمكسيك بلد حدودي وأعداد المهاجرين مرتفعة، والمناطق التي تنجذب المهاجرين تحوي أعدادا كبيرة من المكسيكيين الأميريكيين. ويتفق جزئياً مع هنتنغتون أن الأميركيين العاديين أكثر قومية من النخب الليبرالية، فاذا تم إجراء استفتاء اليوم، فإن غالبية الأميركيين سيؤيدون حماية أقوى للحدود واجراء اختبارات صارمة للحصول على الجنسية. لكن في نفس الوقت، يجادل وولف بأن هننغتون ابتعد عن واقعيته المعهودة واعترى كتابه نوع من العاطفية الأخلاقية، ورسم هنتغتون صورة بالغة السلبية عن النخبة الأميركية المثقفة وخالف كتاباته السابقة عندما وصف الأميركيين العاديين بأنهم ينجذبون للحملات الأخلاقية اليائسة، وقدم قراءة رومانسية للتاريخ الأميركي. يكتب وولف بأن ظواهر عديدة أزعجت هنتغتون منذ الستينيات، ولكن مسألة الهجرة أفقدته أعصابه بشكل لم يظهر في أي من كتاباته السابقة «إنه مجرد باتريك بوكانان بحواشٍ»، يقول وولف.
يعارض وولف فرضية هنتجتون بأن القومية الأميركية شكلتها المعارضة الأنجلو بروتستانتية القادمة من إنجلترا، ويقول أن كنيستان كانت قد تأسستا رسمياً خلال فترة تأسيس الولايات المتحدة في كل من إنجلترا وسكوتلندا ولم تكونا معارضتين وهما الكنيسة المشيخية وكنيسة انجلترا. التطهيريون هم من يمكن اعتبارهم طائفة بروتستانتية معارضة خلال تلك الفترة واستوطنوا في نيويورك ونيو جيرسي وماساتشوستس وهي مناطق كانت تقطنها أغلبية من أصول هولندية. الكاثوليك كانوا قوة مؤثرة في ماريلاند خلال تلك الفترة، وولاية رود آيلاند تم تأسيسها من قبل المعمدانيين، وهو مذهب من أصول ألمانية. وكان الكويكرز الألمان مؤثرين في بنسلفانيا. ولذلك فإن تعدد المذاهب البروتستانية ينسف فكرة وجود ثقافة بروتستانتية من الأساس لأنهم لم يقدموا تعريفاً موحداً لماهية هذه الثقافة واختلفوا جوهرياً فيما بينهم. المعارضون البروتستانت، لم يكونوا بارزين خلال مراحل التأسيس الأمريكي، بل ساهموا خلال الصحوة الكبرى الثانية من 1820 وحتى 1830 خلال تمردهم على المعتقدات الكالفينية الأكثر رسوخاً. لا يوجد شيء اسمه الدين البروتستانتي، لوجود العديد من الطوائف البروتستانتية التي تختلف فيما بينها على كل شيء، فإذا كان الدين شكلاً من أشكال الهوية، يمكن الاستنتاج بأن للولايات المتحدة هويات متعددة بسبب كثرة الأديان في تاريخها وفقاً لوولف. يضيف وولف بأن هنتنغتون يعرف كل هذه الأمور وسرده للتاريخ الديني الأمريكي مثير للإعجاب، ولكنه اختار تجاهل هذه التفاصيل وعدم تضمينها في جداله.
يكمل وولف ويقول أن المهاجرين الغير البروتستانت في القرن التاسع عشر وأوائل القرن العشرين تقبلوا العديد من جوانب العبادة البروتستانتية، فجميع الأديان الأمريكية، بما فيها الكاثوليكية واليهودية، أصبحت تجمعية في نهاية المطاف. لكن هنتنغتون فشل في تقدير حجم تأثير هولاء المهاجرين في تشكيل الثقافة الأمريكية، فقد كانت الكاثوليكية أكبر طائفة مسيحية في الولايات المتحدة في النصف الثاني من القرن التاسع عشر وغيروا طريقة احتفال الأميركيين بعيد الفصح، الحضور إلى المدارس، وإدارة السياسة الخارجية. اليهود الأميركيون كيفوا معتقدهم مع الثقافة الغالبة، ولكن التجسيد النمطي للثقافة والسينما الأميركية تشكل منذ فترات مبكرة بحس يهودي واضح. أحد أعمدة جدال هنتغتون هو أن موجات الهجرة من المكسيك تختلف عن سابقاتها، يقول وولف بأن هنتغتون مخطئ في تقديراته ذلك أن سبل تعلم المهاجرين المكسيك للانجليزية لا يختلف عن المهاجرين السابقين بدلالة الاحصائيات التي قدمها بنفسه في كتابه، وهو أن 90% من المكسيكيين الذين ولدوا في الولايات المتحدة يتحدثون الإنجليزية بطلاقة. معدل اعتناقهم للإنجيلية أعلى من أي فئة أخرى بعد المهاجرين الكوريين.
بخصوص وطنية الأميركيين العاديين مقارنة بالنخب، يقول وولف أنه ومع هذا العدد الكبير من المهاجرين في عموم السكان، كتلة وطنية من الأميركيين العاديين يجب أن تشمل الكثير من المهاجرين طبيعياً. بيانات هنتنغتون الخاصة تؤكد هذا، حيث 81% من الأميركيين البيض غير اللاتينيين قالوا بأنهم على استعداد للقتال من أجل بلادهم، في حين أن الرقم بين المهاجرين هو 75%، صحيح أن النخب ورجال الأعمال والأكاديميين ينظرون لوطنية العوام بشئ من الازدراء، ولكن الغالبية الساحقة من هذه النخب قادمة من خلفية أنجلو بروتستانية، وهم الفئة التي يريد هنتغتون الاحتفاء بثقافتها. يقول وولف بأن بوسطن حيث عاش هنتغتون، مليئة بأحفاد التطهيريين الذين يصوتون لرالف نادر، يشربون النبيذ الفرنسي ويتحدثون لغات أجنبية، ونادراً ما يرسلون أبنائهم للخدمة في الجيش.
يختم وولف مقاله النقدي بالقول أن هنتغتون المدافع عن القيادية سابقاً، تحول إلى شعبوي يجادل بأن الغرائز الدفاعية للأميركيين العاديين أكثر منطقية من نخبهم. يقول بأن الكتاب ليس أطروحة أكاديمية بقدر ماهو مناشدة للتباكي على الوحدة الأميركية مما يراه هنتغتون خطراً يتهددها من المهاجرين، وبالذات أولئك القادمين من المكسيك. عندما يتناول مسألة الهوية، على هنتنغتون أن يقرر ما إذا كانت عقائدية أو ثقافية في طبيعتها. اختياره للطبيعة الثقافية يُعتبر مشكلة بالنسبة لوولف. فلم تكن الثقافة الأمريكية أنجلو بروتستانتية موحدة وتشكلت من أديان لم تأت من بريطانيا. وبعض الأفراد الذين ساهموا في الإنجازات التي ينسبها هنتغتون للأنجلو بروتستانت مثل توماس جيفرسون، كانوا مشككين في الدين. التركيز على الثقافة بدلاً عن العقيدة يؤدي إلى تبني وجهة نظر إقصائية وغير احتوائية، وجهة نظر غير منصفة لكل أولئك الذين يستطيعون اختيار عقائدهم لا ثقافتهم، فلا يوجد يهودي يعرف عن نفسه بأنه «يهودي أنجلو بروتستانتي»، على حد تعبيره. الواقعي الحقيقي كان ليتحدث عن وسائل واقعية للتعامل مع الهجرة، وفقاً لوولف.